# Gerechtelijk arrondissement Antwerpen
Het gerechtelijk arrondissement Antwerpen is een van de twee gerechtelijk arrondissementen in het gerechtelijk gebied Antwerpen. Het valt samen met de grenzen van de provincie Antwerpen. Het gerechtelijk arrondissement Antwerpen heeft drie afdelingen (Antwerpen, Mechelen en Turnhout), 23 gerechtelijk kantons en 69 gemeenten. De gerechtelijke kantons zijn Antwerpen 1-7, Boom, Brasschaat, Deurne, Heist-op-den-Berg, Kapellen, Kontich, Lier, Mechelen, Merksem, Mol-Geel 1 & 2, Turnhout 1 & 2, Westerlo, Willebroek en Zandhoven.
Het gerechtelijk arrondissement ontstond op 1 april 2014 als gevolg van de gewijzigde gerechtelijke indeling van België en omvat de voormalige gerechtelijke arrondissementen Antwerpen, Mechelen en Turnhout.
Het arrondissement is zetel van een van de 12 rechtbanken van eerste aanleg van België. Ook deze rechtbank heeft drie afdelingen, in Antwerpen, Mechelen en Turnhout. 